# Austrophorocera incospicuoides
Austrophorocera incospicuoides là một loài ruồi trong họ Tachinidae.